# メインストリーム
メインストリーム（mainstream）とは、ある分野の中で主流となる一群を指す言葉。主流派と同義。

## 一般英語として
英語のmainstreamは名詞として「主流」、形容詞として「主流の」という意味を持つ。

## 宗教
メインストリームという用語はキリスト教の主要な教派（正教会、ローマ・カトリック教会、聖公会、プロテスタント）を、そうでない教派と対比させる時にも用いられる。
325年に第1ニカイア公会議が開かれ、そこでニカイア信条が採用され、その信条を採用する教派がメインストリームとなった。
世界的視点
現在、数的に見るとローマ・カトリック教会が最大の教派である。（なおカトリックの信徒数の数が特に多い地域は、西ヨーロッパや南米などである。）また、キリストの弟子、使徒ペテロ（ペトロ、ケファ）の没した地がローマで、ペテロの墓の上にバチカン（カトリック教会の本部）があるとされており、カトリック教会側でカトリックは正統なものと述べる文脈でさりげなくそれに言及されることがある。
ギリシアや東欧やロシア
正教会がメインストリームである。新約聖書はもともとギリシア語で記されており、早い段階でギリシアやその周辺に広まったという経緯があり、様々な面でその古式ゆかしき流れを継承しており、同教会は「orthodox オルトドックス」という名をかかげており（日本語でも「正教会」とかかげ）、正統な流れであると自負している。
米国内
（ヨーロッパのプロテスタントの信徒が迫害から逃れるためにアメリカ合衆国にさかんに移住した結果、同国ではプロテスタントの数的比率が圧倒的に増えた（その代わりにカトリックの比率は小さい）という歴史的背景があるのだが）アメリカ合衆国内に限って着目すると、米国のメインストリーム・プロテスタントは「メインライン・プロテスタント」と呼ばれている（「メインライン・プロテスタント」の記事が立てられているので参照可）。

## 文化、芸術において
文芸評論においては、メインストリームとは19世紀以来の伝統的なリアリズムに基づいた小説やフィクションのことを指す。これに対して、特定のジャンルのファン向けに描かれた「ジャンルフィクション」（SF、ファンタジー、ミステリー、ロマンスなど）は、メインストリームからは異質な非主流文学とみなされる。ジャンルフィクションとメインストリームとの境界を崩すような、非現実的な実験的文学はスリップストリームと呼ばれる。
この語はしばしば音楽、文学、パフォーマンスなど芸術諸分野に対しても用いられる。この場合、メインストリームにはマスメディアで紹介されるようなあらゆる大衆文化（ポップカルチャー）と同義である。（その反対は「サブカルチャー」「カウンターカルチャー」「カルト」」などの少数派の文化となる。）時として、「メインストリーム」はサブカルチャーの側からは、売れ筋のポップカルチャーに対して批判する言葉としても使用される。

## 製品やサービスを指す場合
製品やサービスに関してメインストリームと言う場合、それが一般層を目的としているということになる。ミッドレンジと同義である。
例えば「メインストリームの製品」とは「一般向け製品」を指し、多くの機能が省かれているか低性能であることが多いエントリーモデルと比べると、そこそこの性能を有しており基本的な機能も一通り備えている分価格はやや高い。逆に少数のマニア層や富裕層に向けたハイエンド製品に比べると機能も少なく価格も安いことが多い。

## 科学において
トーマス・クーン（1922 - 1996）は、メインストリームサイエンス（の位置づけ）は以下のように理解できる、と説明した（主張した）。
|        |                                              |                              |                  | 科学的知識として体系化されている |
|        |                                              | 科学的方法で取り扱われている |                  |                                  |
|        | 科学であろうとするか、科学であるように見える |                              |                  |                                  |
| 迷信等 | 疑似科学                                     | フリンジサイエンス           | プロトサイエンス | メインストリーム・サイエンス     |

メインストリーム・サイエンスと疑似科学をいかに区別するか、という問題は線引き問題と呼ばれている。

## 社会学において
社会学においてメインストリームの圧力（Mainstream pressure）とは、同質化圧力などを通じて、個人を集団の規範へと順応させる力を指す（たとえば年齢や価値観の均質な「仲間集団 / peer group」のもつ権威への服従）。メインストリームは個人に対して「普通」になるよう圧力をかける存在であり、個人主義の反対側に位置するものである。

## ジェンダー政策において
ジェンダー・メインストリーミング、ジェンダー主流化とは、女性の地位向上あるいは男女の平等化のために用いられる手段で、政府などが行うあらゆる政策や事業等の中心にジェンダー格差解消の視点を据えることを指す。

## 福祉政策において
障害者政策において、メインストリーミング（Mainstreaming）とは、障害者児童を「主流の」健常者児童と同じ学校生活の中に置き、互いに区別することなく社会生活を共にさせようという試み。日本ではノーマライゼーションと呼ばれる。メインストリーミング(ノーマライゼーション)においては、障害者児童は健常者児童と同じ学級に出席するとともに、同じ障害を持つ児童だけの学級にも出席する。これは、障害者を特別な学校または学級へと分離する方針と、障害者が完全に普通の学級にだけ出席し普通の生徒と同じ生活を送らせようという方針の中間にあたる。